# Dörarps distrikt
Dörarps distrikt är ett distrikt i Ljungby kommun och Kronobergs län. Distriktet ligger omkring Dörarp i västra Småland.

## Tidigare administrativ tillhörighet
Distriktet inrättades 2016 och utgörs av socknen Dörarp i Ljungby kommun.
Området motsvarar den omfattning Dörarps församling hade 1999/2000.

## Tätorter och småorter
I Dörarps distrikt finns en småort men inga tätorter. 

### Småorter
- Dörarp